# Dendrobium parishii
Dendrobium parishii är en orkidéart som beskrevs av Heinrich Gustav Reichenbach. Dendrobium parishii ingår i släktet Dendrobium, och familjen orkidéer. Inga underarter finns listade i Catalogue of Life.

## Bildgalleri

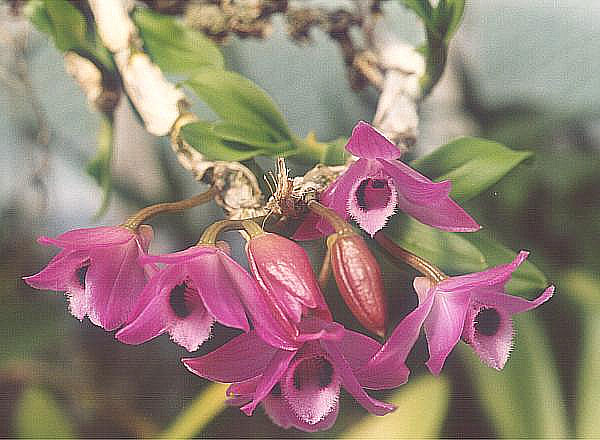
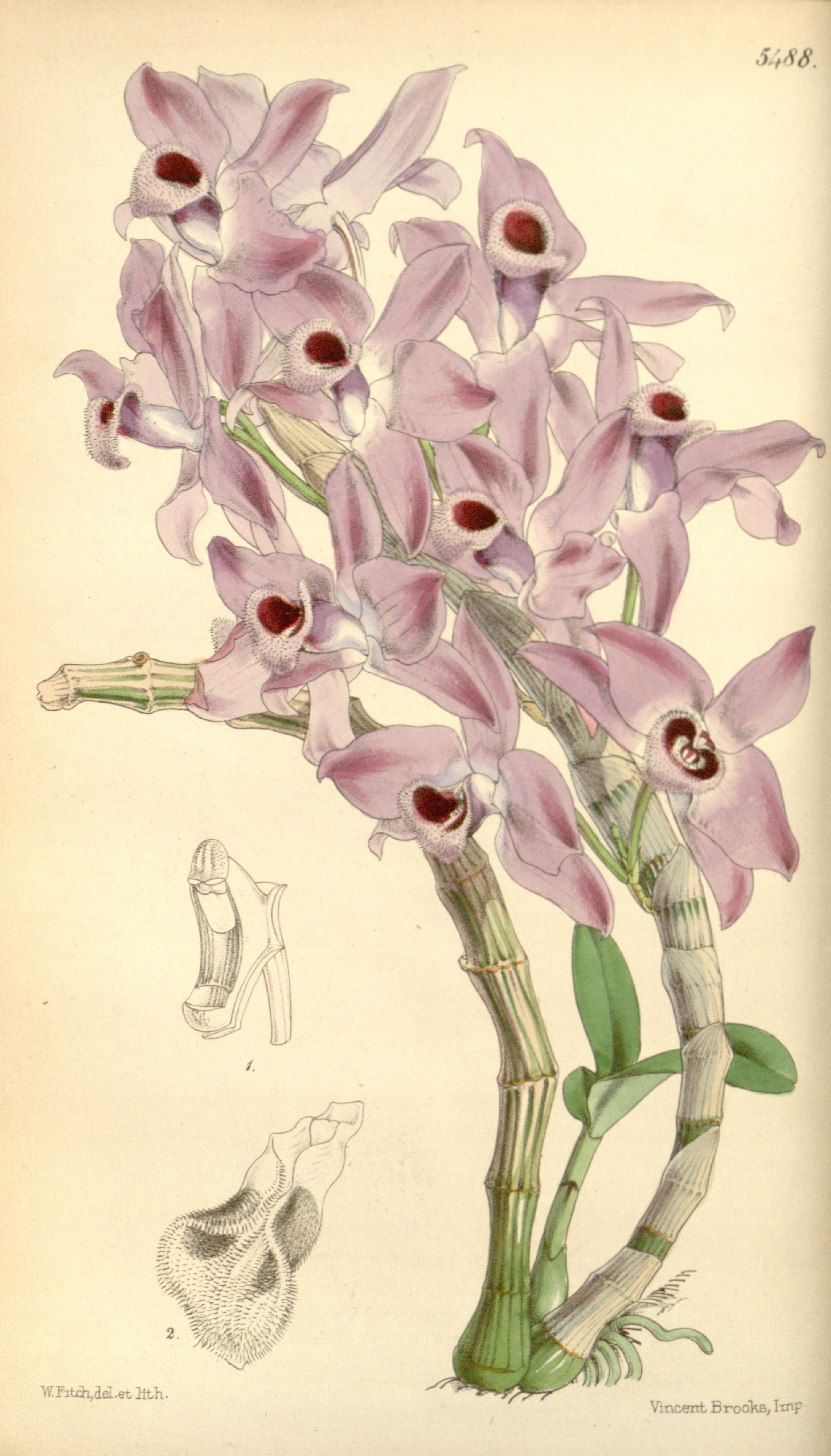
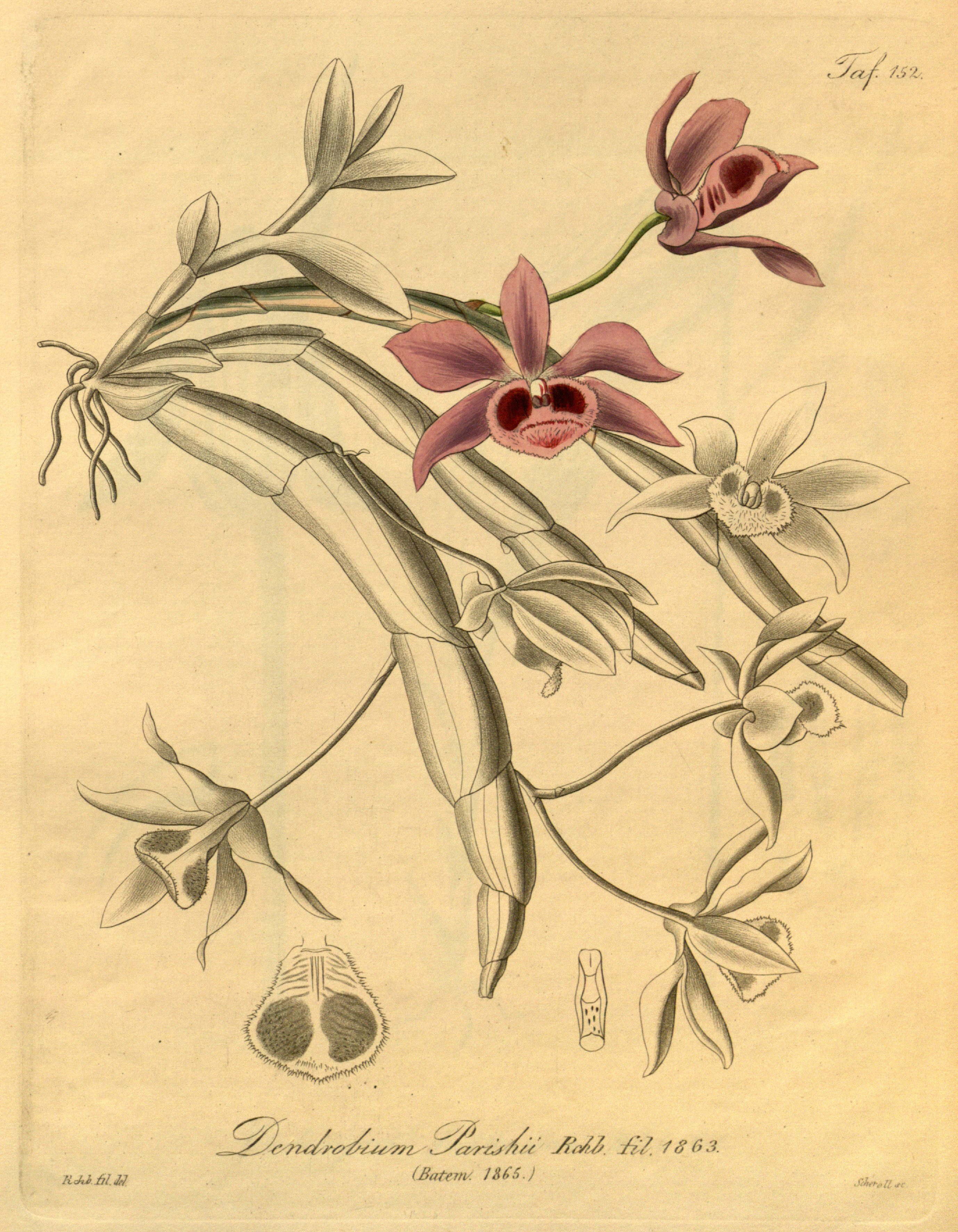
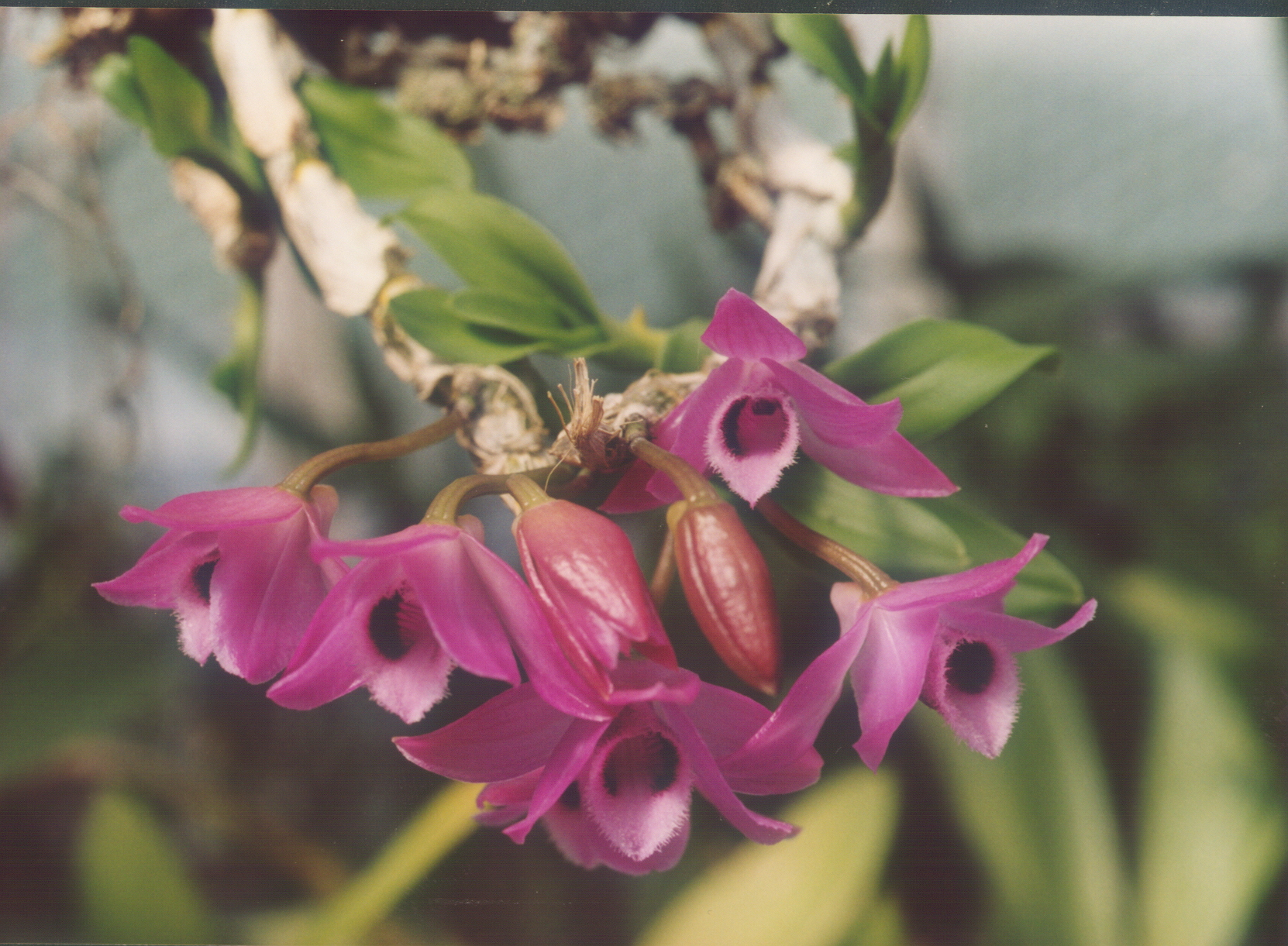
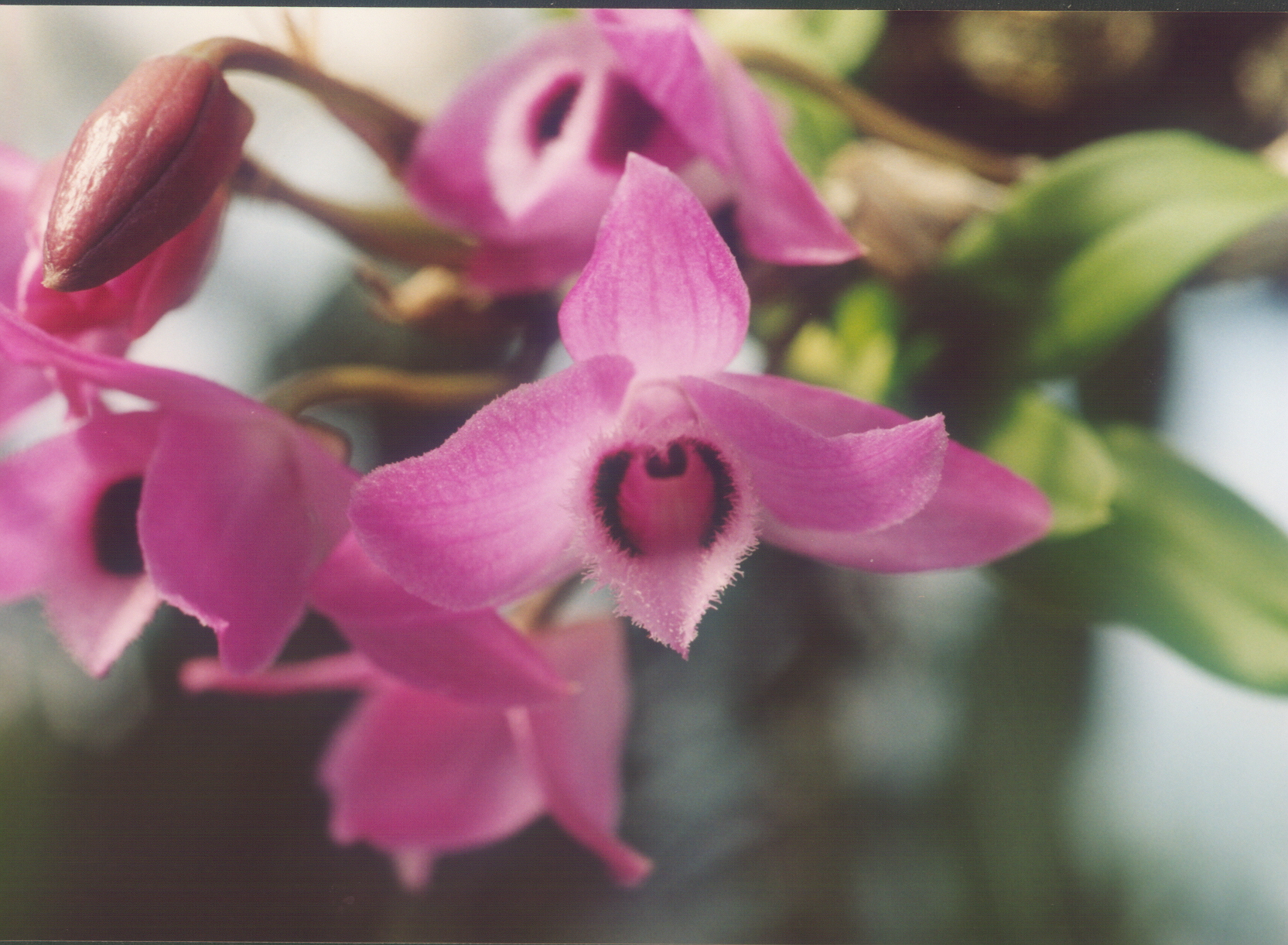